# Olimpíada de ajedrez de 1952
La X Olimpíada de Ajedrez masculina se llevó a cabo en la ciudad de Helsinki (Finlandia), del 9 al 31 de agosto de 1952. Participaron 25 equipos, y se disputó un total de 915 partidas. 
El torneo fue disputado a cuatro tableros por equipo, participando un total de 140 jugadores, incluyendo 15 Grandes Maestros y 38 Maestros Internacionales.

## Resultados

### Clasificación general
| Pos. | País            | Puntos | Equipo                                                    |
| ---- | --------------- | ------ | --------------------------------------------------------- |
|      | Unión Soviética | 21     | Keres, Smyslov, Bronstein, Géler, Boleslavski, Kotov      |
|      | Argentina       | 19½    | Najdorf, Bolbochán, Eliskases, Pilnik, Rossetto,          |
|      | Yugoslavia      | 19     | Gligorić, Rabar, Trifunović, Pirc, Andrija Fuderer, Milić |
| 4    | Checoslovaquia  | 18     | Filip, Pachman, Šajtar, Kottnauer, Zita, Pithart          |
| 5    | Estados Unidos  | 17     | Reshevsky, Evans, Byrne, Bisguier, Koltanowski, Berliner  |
| 6    | Hungría         | 16     | Szabó, Barcza, Szily, Flórián, Pogáts, Molnár             |

### Medallas individuales

#### Primer tablero
| Pos. | Jugador             | País      | Puntos | Partidas |
| ---- | ------------------- | --------- | ------ | -------- |
|      | GM Miguel Najdorf   | Argentina | 12½    | 16       |
|      | GM Gideon Ståhlberg | Suecia    | 10     | 13       |
|      | GM László Szabó     | Hungría   | 10½    | 14       |

#### Segundo tablero
| Pos. | Jugador           | País             | Puntos | Partidas |
| ---- | ----------------- | ---------------- | ------ | -------- |
|      | GM Vasili Smyslov | Unión Soviética  | 10½    | 13       |
|      | MI Lothar Schmid  | Alemania Federal | 9      | 12       |
|      | MI Braslav Rabar  | Yugoslavia       | 8      | 12       |

#### Tercer tablero
| Pos. | Jugador            | País            | Puntos | Partidas |
| ---- | ------------------ | --------------- | ------ | -------- |
|      | GM David Bronstein | Unión Soviética | 8      | 10       |
|      | MI Jan Donner      | Países Bajos    | 10     | 13       |
|      | MI Robert Byrne    | Estados Unidos  | 11½    | 16       |

#### Cuarto tablero
| Pos. | Jugador            | País            | Puntos | Partidas |
| ---- | ------------------ | --------------- | ------ | -------- |
|      | MI Čeněk Kottnauer | Checoslovaquia  | 12½    | 15       |
|      | GM Yefim Géler     | Unión Soviética | 10½    | 14       |
|      | Bogdan Słiwa       | Polonia         | 9      | 12       |

#### Primer tablero de reserva
| Pos. | Jugador             | País             | Puntos | Partidas |
| ---- | ------------------- | ---------------- | ------ | -------- |
|      | MI Héctor Rossetto  | Argentina        | 8      | 10       |
|      | Dennis Morton Horne | Inglaterra       | 5½     | 9        |
|      | Wilfried Lange      | Alemania Federal | 5      | 10       |

#### Segundo tablero de reserva
| Pos. | Jugador            | País             | Puntos | Partidas |
| ---- | ------------------ | ---------------- | ------ | -------- |
|      | MI Ludwig Rellstab | Alemania Federal | 6½     | 9        |
|      | Izaak Grynfeld     | Polonia          | 9½     | 13       |